# Liberty Ubezpieczenia
Liberty Ubezpieczenia − marka, którą od 1 października 2016 r. posługuje się grupa ubezpieczeniowa AXA w związku z przejęciem portfela ubezpieczeń polskiego oddziału Liberty Seguros, należącego do amerykańskiej grupy ubezpieczeniowej Liberty Mutual Insurance. Pod tą marką AXA Ubezpieczenia TUiR S.A. oferuje polisy komunikacyjne, w tym OC, AC, NNW, assistance, ubezpieczenia mieszkaniowe, turystyczne i dla przedsiębiorstw (SME). Polisy oferowane przez przedsiębiorstwo są dostępne poprzez telefon, Internet oraz w multiagencjach na terenie całego kraju. 
Do 30 września 2016 produkty Liberty Ubezpieczenia oferowane były przez polski oddział Liberty Seguros Compania de Seguros y Reaseguros S.A. Do 6 października 2014 marka nosiła nazwę Liberty Direct. Marka Liberty Direct została wprowadzona do Polski w 2007 roku. 

## Historia
- 2007 – W Polsce pojawia się Liberty Direct. To Amerykański gigant ubezpieczeniowy Liberty Mutual wchodzi na polski rynek za pośrednictwem oddziału swojej hiszpańskiej spółki Liberty Seguros. Ubezpieczenia komunikacyjne w Liberty Direct można kupować wyłącznie przez internet i telefon
- 2014 – firma zmienia nazwę na Liberty Ubezpieczenia, ponieważ już od jakiegoś czasu sprzedaje polisy nie tylko w kanale direct, ale również za pośrednictwem multiagencji
- 2016 – grupa AXA przejmuje polski oddział Liberty

## Informacje o grupie Liberty Mutual Insurance

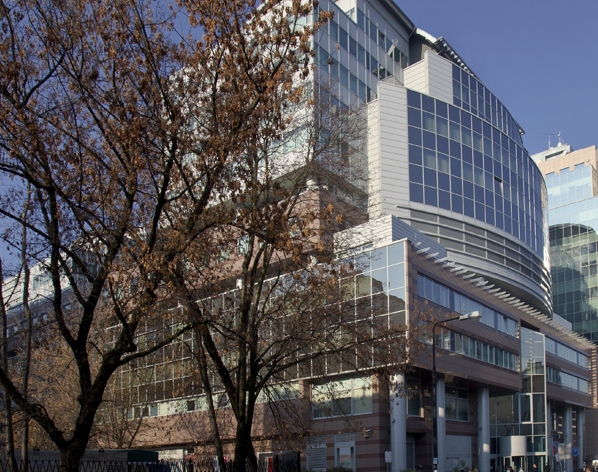
Siedziba Liberty Ubezpieczenia

Liberty Ubezpieczenia do 30 września 2016 należały do międzynarodowej grupy ubezpieczeniowej Liberty Mutual Insurance, która działa na amerykańskim rynku od 1912 roku, a dziś swoje usługi oferuje w 27 krajach świata.
W Europie Grupa Liberty Mutual prowadzi działalność poprzez Liberty International i Liberty International Underwriters, oferując ubezpieczenia dla klientów indywidualnych i instytucjonalnych. Produkty dla klientów instytucjonalnych dostępne są na większości rynków europejskich. W segmencie klientów indywidualnych grupa prowadzi działalność w Irlandii, Portugalii, Turcji oraz Hiszpanii i do 2016 roku w Polsce. 

## Informacje o produktach

### Ubezpieczenia komunikacyjne
- obowiązkowe ubezpieczenie odpowiedzialności cywilnej (OC)
- dobrowolne ubezpieczenia autocasco (AC)
- ubezpieczenia następstw nieszczęśliwych wypadków (NNW)
- ubezpieczenia dobrowolne assistance
- ubezpieczenie szyb samochodowych

### Ubezpieczenia mieszkaniowe
- ubezpieczenie murów
- ubezpieczenie wyposażenia
- OC z tytułu posiadania lub użytkowania budynków mieszkalnych
- ubezpieczenie assistance

### Inne ubezpieczenia
- ubezpieczenia turystyczne
- ubezpieczenia małych i średnich przedsiębiorstw (MSP)[4]

## Informacje o płatnościach
W przypadku wszystkich produktów oferowanych pod marką Liberty Ubezpieczenia, możliwa jest płatność w ratach. Ponadto Liberty Ubezpieczenia umożliwia opłacenie polisy — do wyboru przez klienta — przy doręczeniu za pobraniem, przelewem, kartą kredytową oraz poprzez polecenie zapłaty.

## Likwidacja szkód
Klienci posiadający ubezpieczenie Liberty, którzy zgłoszą szkodę mają do dyspozycji tzw. e-konto, poprzez które mogą monitorować czynności zmierzające do ustalenia wysokości i wypłaty odszkodowania, bezpośrednio kontaktować się z likwidatorem, a także aktualizować swoje dane. Poprzez e-konto można także uzyskać dostęp do informacji, jakie dokumenty powinny zostać dostarczone ubezpieczycielowi, gdzie można je uzyskać, a następnie, czy i kiedy zostały przez przedsiębiorstwo zweryfikowane. Ponadto, dzięki aplikacji każdy ubezpieczony może dowiedzieć się, kiedy zostały zlecone oględziny samochodu oraz czy zapadła decyzja w sprawie wypłaty odszkodowania. Dzięki e-koncie można ponadto zgłosić sprzedaż auta i pobrać wzory dokumentów takich jak np. oświadczenie o kolizji drogowej.
Ubezpieczyciel posiada własny dział odpowiedzialny za likwidację szkód oraz współpracuje z zespołem rzeczoznawców reprezentujących specjalistyczne przedsiębiorstwa zewnętrzne. By zapewniać najwyższą jakość obsługi, rzeczoznawcy obsługujący polisy Liberty zostali starannie dobrani z kilku przedsiębiorstw działających na rynku. Za niedotrzymywanie terminowości i jakości likwidacji szkody ponoszą oni wysokie kary z zastrzeżeniem braku kontynuacji współpracy w przypadku wykonywania nierzetelnych usług. Celem działań ubezpieczyciela w tym zakresie jest zminimalizowanie czasu oczekiwania na wypłatę odszkodowania. 

## Działalność społeczna i edukacyjna
Do sierpnia 2016 ówczesny właściciel Liberty Ubezpieczenia prowadził w serwisie Facebook fan page Bezpieczny Mały Pasażer, poprzez który angażował społeczność fanów w dyskusję na temat odpowiedniej opieki nad dziećmi podczas podróży samochodem. Na stronie Bezpieczny Mały Pasażer można było znaleźć informacje, wskazówki i porady psychologów, lekarzy, czy zawodowych kierowców ułatwiające podróżowanie z najmłodszymi, a także dzielić się swoimi przemyśleniami i pomysłami dotyczącymi opieki nad maluchami. 
Wśród społecznych inicjatyw polskiego oddziału Liberty Seguros znalazła się również akcja „Taksówka z fotelikiem” mająca na celu poprawę bezpieczeństwa dzieci podróżujących taksówkami oraz edukowanie ich rodziców i opiekunów na temat bezpiecznego przewożenia najmłodszych. W ramach programu od 2008 do 2010 roku Liberty Ubezpieczenia przekazała korporacjom taksówkowym ponad 600 fotelików, a także przeszkoliła ich kierowców w zakresie ich prawidłowego montowania. Ponadto przedsiębiorstwo przekazało kilkadziesiąt fotelików zwycięzcom konkursów dotyczących bezpieczeństwa dzieci w samochodzie organizowanych przy współpracy z różnymi portalami, gazetami oraz stacjami radiowymi. 

## Nagrody i wyróżnienia dla polskiego oddziały Liberty Seguros
W 2008 roku przedsiębiorstwo otrzymało dwie statuetki — srebrne EFFIE dla Agencji Reklamowych oraz brązowe EFFIE Mediowe za kampanię wprowadzającą markę Liberty Direct na rynek Polski. Kampania została oparta na relacjach Mariusza Maxa Kolonki z Bostonu w stanie Massachusetts, gdzie mieści się główna siedziba Grupy Liberty Mutual.
W 2009 roku otrzymało nagrodę w międzynarodowym konkursie Golden World Awards 2009 organizowanym przez Międzynarodowe Stowarzyszenie Public Relations (IPRA). Otrzymało główną nagrodę w kategorii Corporate Responsibility za realizację społecznej kampanii „Taksówka z fotelikiem”.
W 2009 roku kampania oparta na relacjach Mariusza Maxa Kolonki z różnych miejsc Polski otrzymała brązowe EFFIE dla Agencji Reklamowych, w kategorii usługi finansowe. Głównym przekazem zwycięskiej kampanii był komunikat o szybkiej – do 10 dni – decyzji o wypłacie odszkodowania z ubezpieczenia AC.
W maju 2010 r. Liberty Ubezpieczenia (jako Liberty Direct) została laureatem rankingu Najlepszy Pracodawca 2010 organizowanego przez przedsiębiorstwo doradcze Hewitt Associates. W rankingu, który został opracowany na podstawie kwestionariuszy wypełnianych przez pracowników oraz kadrę zarządzającą, przedsiębiorstwo Liberty Direct zajęło II miejsce w kategorii małych i średnich przedsiębiorstw.
W maju 2011 przedsiębiorstwo zostało laureatem międzynarodowego konkursu public relations SABRE Awards 2011. Nagroda została przyznana za działania komunikacyjne prowadzone na portalu Facebook. SABRE Awards to jedna z najbardziej prestiżowych międzynarodowych nagród w branży public relations.